# Стануљаса (Олт)
Стануљаса (рум. Stănuleasa) насеље је у Румунији у округу Олт у општини Витомирешти. Oпштина се налази на надморској висини од 404 m.

## Становништво
Према подацима из 2011. године у насељу је живело 208 становника.